# Непосредственный мальчик
«Непосредственный мальчик» (иногда встречается вариант перевода — «Сорванец»; яп. 突貫小僧, Tokkan kozô; англ. A Straightforward Boy) — японский немой короткометражный чёрно-белый фильм 1929 года, эксцентрическая комедия режиссёра Ясудзиро Одзу, навеянная рассказом «Выкуп вождя краснокожих» О. Генри.

## Сюжет
Дети играют в прятки в переулке, не подозревая о том, что за одним из них уже охотится преступник Сенбо, желающий выкрасть ребёнка ради выкупа. Сенбо приводит ребёнка домой, где его дожидается босс. Но малыш  Бункити начинает озорничать, принеся немало хлопот своим горе-похитителям. Замучившись присматривать за ним, похитители решают вернуть его назад. Когда Сенбо приводит мальчика в переулок, откуда его выкрал в начале фильма, Бункити сообщает ватаге своих друзей, что дядя накупил ему множество подарков. Ребятня кидается за Сенбо, тот в панике даёт дёру.
…Воспринятая японским режиссёром американская эксцентрика из «немой комической» несомненно чувствуется в его лихой и хулиганской в хорошем смысле этого слова короткометражке «Сорванец». …Можно сказать, что как раз на рубеже 20—30-х годов постановщику, которому было самому только 25—27 лет, свойственно совершенно ребяческое, мальчишеское, детское отношение к окружающему миру, ко всем пустяковым и даже чересчур важным проблемам частной или общественной жизни.

## В ролях
- Томио Аоки — Бункити, мальчик-сорванец
- Тацуо Сайто — Сенбо, похититель
- Такэси Сакамото — босс

## Съёмки
Двенадцатый фильм Ясудзиро Одзу, снятый им всего за три дня в ноябре 1929 года. Оригинальная версия была написана Ясудзиро Одзу, Кого Нода, Тадао Икэда и Тадамото Окубо под псевдонимом Тюдзи Нодзу. Получив аванс от главы студии Кидо Сиро, они обещали написать сценарий и отправились пить немецкое пиво в бар под названием «Летучая мышь» в токийском квартале Хигаси-Гиндза. Так за барным столиком, попивая пиво и разговаривая они придумали очертания истории, вдохновившись рассказом О. Генри «Выкуп вождя краснокожих» (популярный сюжет, не единожды апробированный кинематографом и до и после фильма Одзу). Икэда написал сценарий и Одзу в кратчайшие сроки снял фильм.
Изначально фильм имел продолжительность 38 мин. Вследствие того, что первая сцена, в которой была показана центральная метеорологическая обсерватория в Токио и крутящийся анемометр (прибор для измерения силы ветра), была утеряна, она была заменена титрами: “Сегодня вроде подходящий денёк для похищения детей”. Утеряны также фрагменты, в которых похитители пытаются безуспешно вернуть мальчугана.
Шестилетний актёр Томио Аоки снимался в предыдущей картине Одзу «Жизнь служащего», которая ныне считается утерянной. После этой роли он имел успех и взял себе псевдоним Токкан Кодзо (по названию фильма, то есть «Сорванец»). На съёмках фильма малыш доставил немало хлопот и раздражения сотрудникам съёмочной группы своим плохим поведением и непредвиденными побегами со съёмочной площадки. Также он постоянно съедал заготовленные для съёмок сладкие булочки, использованные в сценах фильма, которые в результате пришлось заменить на бутафорские (сделанные из хлопка). Однако, малолетний актёр и в дальнейшем снимался в некоторых фильмах Одзу.
Во время работы над фильмом «Жизнь служащего» был ребёнок-звезда по имени Томио Аоки, который иногда засыпал в процессе съёмок. Он был таким забавным, что я решил предоставить ему главную роль в своём следующем фильме. Поскольку у нас был стимул попить немецкого пива непосредственно перед подготовкой к этому фильму, мы все решили за кружкой пива обсудить и придумать сценарий. «Nozu Chuji» сценарист, упоминаемый в титрах был псевдонимом, произошедшим от анаграммы наших имён: Кого Нода, меня, Тадао Икеда и Тадамото Окубо. Если я не ошибаюсь, съёмки проходили в течение трёх дней.